# Le Beulay
Le Beulay è un comune francese di 109 abitanti situato nel dipartimento dei Vosgi nella regione del Grand Est.

## Società

### Evoluzione demografica
Abitanti censiti